# Heinz-Dieter Knaup
Heinz-Dieter Knaup (* 6. Oktober 1929 in Aschaffenburg) ist ein deutscher Schauspieler.

## Leben
Knaup erhielt von 1949 bis 1952 Schauspielunterricht im  Deutschen Theaterinstitut – Schloss Belvedere in Weimar. Das erste Engagement erhielt er am Stadttheater Quedlinburg und 1954 kam er an das Berliner Ensemble.
Mit seinem Namen hat es eine Besonderheit: Hat er im Film eine Rolle, tritt er als Heinz-Dieter Knaup auf und im Theater als Dieter Knaup. Sein Sohn Andreas Knaup arbeitet als Schauspieler, Regisseur und Theaterautor. Er war mit der Tänzerin und Choreografin Elke Rieckhoff verheiratet.

## Filmografie
- 1957: Herr Puntila und sein Knecht Matti (Studioaufzeichnung)
- 1957: Mutter Courage und ihre Kinder (Theateraufzeichnung)
- 1958: Die Mutter (Theateraufzeichnung)
- 1959: Ware für Katalonien
- 1961: Fünf Tage – Fünf Nächte
- 1962: Wenn Du zu mir hältst
- 1963: Nebel
- 1963: Julia lebt
- 1966: Die Tage der Commune (Theateraufzeichnung)
- 1966: Die Ermittlung (Theateraufzeichnung)
- 1967: Kleiner Mann – was nun? (Fernseh-Zweiteiler)
- 1968: Abschied
- 1969: Der Engel im Visier (TV)
- 1970: He, Du!
- 1971: Ein Mann, der sterben muss (TV)
- 1971: Polizeiruf 110: Der Fall Lisa Murnau (TV-Reihe)
- 1974: Der aufhaltsame Aufstieg des Arturo Ui (Theateraufzeichnung)
- 1975: Lotte in Weimar
- 1976: Die Leiden des jungen Werthers
- 1979: Addio, piccola mia
- 1981: Furcht und Elend des Dritten Reiches (Fernsehfilm)
- 1983: Zauber um Zinnober (Fernsehfilm)
- 1986: Caspar David Friedrich – Grenzen der Zeit
- 1987: Stadtgeschichte in Stein – Architekten in Berlin (Sprecher)
- 1988: Einer trage des anderen Last …
- 1988: Verzeiht, daß ich ein Mensch bin (Sprecher)
- 1989: Späte Ankunft (Erzähler, Fernseh-Zweiteiler)
- 1989: Der Bruch
- 1989: Großer Frieden (Theateraufzeichnung)
- 1991: Jugend ohne Gott
- 1993: Tatort: Berlin – beste Lage (TV-Reihe)
- 1993: Dämmerung
- 1994: Polizeiruf 110: Arme Schweine
- 1996: Tatort: Tod im Jaguar
- 1999: Tatort: Fluch des Bernsteinzimmers

## Theater: Berliner Ensemble
- 1955: George Farquhar; Pauken und Trompeten (Captain Plume)
- 1960: Bertolt Brecht: Leben des Galilei – Regie: Erich Engel
- 1961: Bertolt Brecht;  Der aufhaltsame Aufstieg des Arturo Ui
- 1961: Bertolt Brecht;  Furcht und Elend des Dritten Reiches
- 1964: Bertolt Brecht; Lieder und Gedichte für Kinder
- 1965: Nachtschicht Nr. 1 (Conference)
- 1965: Heinar Kipphardt: In der Sache J. Robert Oppenheimer (Anwalt Robb) – Regie: Manfred Wekwerth/Joachim Tenschert
- 1966: Seán O’Casey: Purpurstaub (Stoke) – Regie: Hans-Georg Simmgen
- 1965: Bertolt Brecht; Das kleine Mahagonny (Ansager)
- 1967: Bertolt Brecht;  Mann ist Mann  (Uria Shelley)
- 1968: Peter Weiss: Viet Nam-Diskurs – Regie: Ruth Berghaus
- 1969: Bertolt Brecht: Das Manifest (Brechtabend Nr. 5) – Regie: Klaus Erforth/Alexander Stillmark
- 1969: Wsewolod Wischnewski: Optimistische Tragödie (Kommandeur) – Regie: Isot Kilian/Klaus Erforth/Alexander Stillmark
- 1970: William Shakespeare/Bertolt Brecht;  Coriolan  (Menenius)
- 1970: Georg Büchner: Woyzeck (Doktor) – Regie: Helmut Nitzschke
- 1971: Bertolt Brecht: Im Dickicht der Städte (Pat Manky) – Regie: Ruth Berghaus
- 1971: Bertolt Brecht;  Leben des Galilei  (Kardinal)
- 1972: Peter Hacks Omphale (Iphikles) – Regie: Ruth Berghaus
- 1973: Bertolt Brecht: Turandot oder der Kongress der Weißwäscher (Tui Munka Du) – Regie: Wolfgang Pintzka/Peter Kupke
- 1975: Leon Kruczkowski: Der erste Tag der Freiheit (Offizier Anzelm) – Regie: Jürgen Pörschmann/Günter Schmidt
- 1975: Bertolt Brecht;  Herr Puntila und sein Knecht Matti  (Richter)
- 1976: Bertolt Brecht;  Der kaukasische Kreidekreis
- 1976: Helmut Baierl; Der Sommerbürger (Bürgermeister)
- 1977: Bertolt Brecht nach Jakob Michael Reinhold Lenz: Der Hofmeister (Geheimrat von Berg) – Regie: Peter Kupke
- 1978: Bertolt Brecht: Leben des Galilei (Sagredo) – Regie: Manfred Wekwerth/Joachim Tenschert
- 1979: Paul Gratzik: Lisa (Max) – Regie: Hella Müller (Probebühne)
- 1979: Volker-Braun-Abend Nr. 2
- 1981: Bertolt Brecht: Mann ist Mann (Sergeant Fairchild) – Regie: Konrad Zschiedrich
- 1982: Friedrich Dürrenmatt: Die Physiker (Möbius) – Regie: Jochen Ziller
- 1982: Hanns-Eisler Hearing (Hoover) – Regie: Christoph Brück/Wolf Bunge (Probebühne)
- 1983: Bertolt Brecht: Trommeln in der Nacht (Annas Vater) – Regie: Christoph Schroth
- 1984: Peter Weiss: Der neue Prozess (Staatsanwalt) – Regie: Axel Richter
- 1983: Aischylos;  Die Perser (Dareios)
- 1985: William Shakespeare;  Troilus und Cressida  (Agamemnon)
- 1986: Carl Zuckmayer: Der Hauptmann von Köpenick (Zuchthausdirektor) – Regie: Christoph Brück
- 1987: Bertolt Brecht: Baal (Dr. Piller) – Regie: Alejandro Quintana
- 1990: Heinrich von Kleist; Prinz von Homburg
- 1991: Georg Seidel: Villa Jugend (Herr Jacobi) – Regie: Fritz Marquardt
- 1991: Bertolt Brecht: Schweyk im Zweiten Weltkrieg (SS-Scharführer Bullinger) – Regie: Manfred Wekwerth
- 1992: Ernst Barlach: Der arme Vetter (Dr. Engholm) – Regie: Fritz Marquardt
- 1996: Bertolt Brecht: Der aufhaltsame Aufstieg des Arturo Ui  (Dullfeet)

## Theater:  Sonstige
- 1958: Friedrich-Wolf-Abend – Volksbühne Berlin – Theater im III.Stock
- 1959: William Shakespeare: Macbeth (Malcolm) – Regie: Ernst Kahler (Volksbühne Berlin)
- 1965: Peter Weiss;  Die Ermittlung  – Deutsche Akademie der Künste
- 1976: Barbara Richter / Fritz Rudolf Fries; Ya es hora – Es ist Zeit – Theater im Palast (TiP)
- 1979: Harald Mueller; Stille Nacht – Berliner Arbeiter-Theater (bat) (Sohn)
- 1985:  Peter Hacks; Die Binsen – Theater im Palast (TIP) (Kaufmann)

## Hörspiele und Features
- 1963: Bertolt Brecht: Das kleine Mahagonny – Regie: Manfred Karge (Theatermitschnitt – Litera)
- 1967: James Fenimore Cooper: Der letzte Mohikaner – Regie: Dieter Scharfenberg
- 1971: Bertolt Brecht: Die Tage der Commune (Mitglied des Zentralkomitees/Ranvier/Sprecher) – Regie: Manfred Wekwerth/Joachim Tenschert (Hörspiel – Litera)
- 1976: Hans Skirecki: Hinter Wittenberge (Prof. Davernport) – Regie: Barbara Plensat (Hörspiel – Rundfunk der DDR)
- 1976: Heinrich von Kleist: Michael Kohlhaas (Chronist) – Regie: Hans-Dieter Meves (Hörspiel – Berliner Rundfunk)
- 1999: Joseph Roth: Hiob (Frisch) – Regie: Robert Matejka (Hörspiel – MDR)
- 2000: Stefan Mahlke: Stopfe ihm das Maul (Helene Weigel in Briefen und Tondokumenten) – Regie: Jürgen Dluzniewski (Feature – MDR)
- 2001: Józef Ignacy Kraszewski: Gräfin Cosel (Marschall Wartensleben) – Regie: Walter Niklaus (Hörspiel (5 Teile) – MDR)
- 2004: Rolf Schneider: Die Affäre d’Aubray (Kommandant der Bastille) – Regie: Walter Niklaus (Hörspiel – MDR/RBB)
- 2006: Tom Peukert: Der fünf Minuten Klassiker – Regie: Beate Rosch (Hörspiel (Teil 1, 4 und 10) – RBB)

## Auszeichnungen
- 1986: Kunstpreis der DDR im Kollektiv für den Fernsehfilm ‘‘Ernst Thälmann‘‘